# Chłopiec z Grenlandii
Chłopiec z Grenlandii (oryg. Qivitoq) – duński dramat obyczajowy z 1956 roku w reżyserii Erika Ballinga. Zdjęcia kręcono na Grenlandii. Obraz był nominowany do Oscara dla najlepszego filmu nieanglojęzycznego oraz brał udział w konkursie głównym o nagrodę Złotej Palmy na 10. MFF w Cannes w 1957 roku.

## Obsada
- Poul Reichhardt – Jens Lauritzen
- Astrid Villaume – Eva Nygaard
- Gunnar Lauring – Marius Mariboe
- Randi Michelsen – Fru Mariboe
- Bjørn Watt-Boolsen – Dr. Erik Halsøe
- Kirsten Rolffes – Sygeplejerske Kirsten Prage
- Niels Platou – Pavia
- Dorthe Reimer – Naja
- Justus Larsen – Nuka
- Johanne Larsen – Cæcilie
- Edward Sivertsen – Zakarias[3]